# 高津ライフ・ケア専門学校
高津ライフ・ケア専門学校（こうづライフケアせんもんがっこう）は、学校法人古武学園が運営する大阪市中央区にあった専修学校。母体となる高津理容美容専門学校の特色を生かし、ヘアケア、スキンケア、ネイルケアなどの授業も行う（ただし美容師免許は取得できない）。

## 沿革
- 2007年 開校
- 2016年 閉校

## 学科
- 介護福祉科（募集人数:約40人）

## 取得資格
- 介護福祉士　…平成24年度卒より国家試験受験資格
- 専門士
- 福祉住環境コーディネイター
- 介護事務管理士
- 認知症ライフパートナー
- 救急法救急員
- ネイリスト技能検定3級

## 所在地
- 〒542-0073 大阪市中央区日本橋2-15-26